# Aechmea arenaria
Aechmea arenaria är en gräsväxtart som först beskrevs av Ernst Heinrich Georg Ule, och fick sitt nu gällande namn av Lyman Bradford Smith och Michael A. Spencer. Aechmea arenaria ingår i släktet Aechmea och familjen Bromeliaceae. Inga underarter finns listade i Catalogue of Life.